# Purity Ring
Purity Ring é um projeto de música pop futurista formado em Montreal, Quebec, Canadá no ano de 2010. Seus membros são Megan James (vocal) e Corin Roddick (instrumentos).O duo eram dois dos vários membros da banda GOBBLE GOBBLE. Enquanto estavam em turnê com o Gobble Gobble, Roddick começou a fazer experiências com batidas de R&B e hip-hop. James foi convidada a cantar em uma faixa chamada Ungirthed, e assim, formaram o Purity Ring.
Seu primeiro álbum, Shrines, foi lançado no dia 23 de Julho de 2012.
A banda está atualmente trabalhando em seu terceiro álbum.

## Discografia

### Álbuns de estúdio
- 2012: Shrines
- 2015: Another Eternity
- 2020: WOMB

### Singles
- 2011: "Ungirthed"
- 2011: "Belispeak"
- 2012: "Obedear"
- 2012: "Fineshrine" UK #163[5]
- 2012: "Lofticries"
- 2012: "Belispeak II" feat. Danny Brown
- 2013: "Grammy"
- 2017: "Asido"

### Remixes
- 2011: Hard Mix "Memories (Purity Ring Re-work)"
- 2011: S.C.U.M "Summon The Sound (Purity Ring Remix)"
- 2013: Lady Gaga "Applause (Purity Ring Remix)"

### Participações
- 2013: Jon Hopkins "Breathe This Air"
- 2013: Danny Brown "25 Bucks"